# 地球微生物學

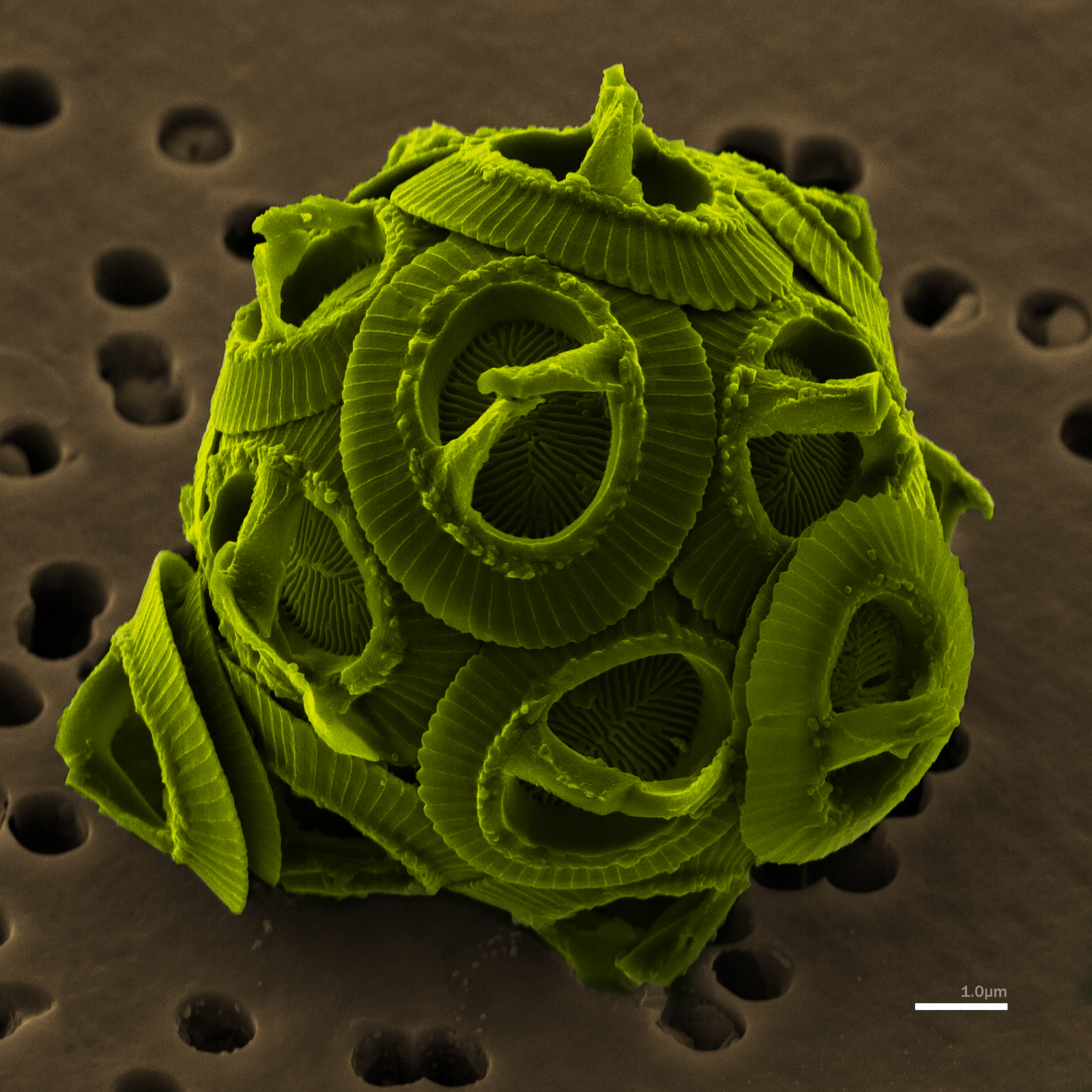
随着海洋酸化程度增加，鈣板金藻屬海洋微生物Gephyrocapsa oceanica可能成为重要的碳汇。

地球微生物学是地质学和微生物学交叉的科学领域，也是地球生物学的一个重要分支。它關注微生物在地质和地球化学过程中的作用，以及矿物和金属对微生物生长、活动和生存的影响。这种相互作用发生在地球的地圈（岩石、矿物、土壤和沉积物）、大气层和水圈中。地球微生物学研究一些驅動地球的生物地球化学循环、調節矿物的沉淀和溶解，以及吸附和浓缩金属的微生物。應用包括生物修复、采矿、减缓气候变化和公共饮用水供应。

## 岩石和矿物

### 微生物-含水层相互作用
微生物已知會通過改變地下水的溶解速率來影響含水层。在岩溶地貌的愛德華兹含水層中，微生物在含水層表面生長繁殖，加速了所在岩石的溶解速率 
在地球上最大的含水層——海洋地殼含水層中，微生物群落可以影響海洋生產力，海水中化學以及地圈中的地球化學循環。岩石的礦物組成會影響這些海底微生物群落的組成和豐度。通過生物修復，一些微生物可以幫助去除受廢棄物污染的含水層淡水資源中的污染物。

## 微生物沉淀矿物
有些細菌會將金屬離子作爲它們的能量來源。它們將溶解的金屬離子從一種電狀態轉化或化學還原為另一種電狀態，這種還原釋放出能量供細菌使用，同時還會將金屬濃縮成最終形成礦床的物質。生物冶金學或原位開采技術是一種利用微生物過程在受控條件下攻擊低品位礦石以提取金屬的方法。某些含鐵、含銅、含鈾甚至含金礦石被認爲是由微生物作用形成的。
地下環境，如含水層，是儲存核廢料、二氧化碳（碳截存）或人工天然氣儲存庫的理想地點。認識含水層内微生物活動的重要性在於，微生物可能會與地下儲存庫内的物料相互作用，進而影響其穩定性。微生物與礦物之間的相互作用對於生物淤积和微生物誘導的腐蝕相當重要。材料的微生物誘發腐蝕，如碳鋼，嚴重影響儲存庫或儲存容器内核廢料的安全儲存。 

## 环境整治
科學家正在研究和利用微生物降解有機污染物和核廢料污染，例如利用耐辐射奇异球菌等。此外，微生物還被應用於環境清理工作。地球微生物學的一個應用是生物浸出，是利用微生物从矿山废料中提取金属的一種技術。

### 土壤和沉积物：微生物修复

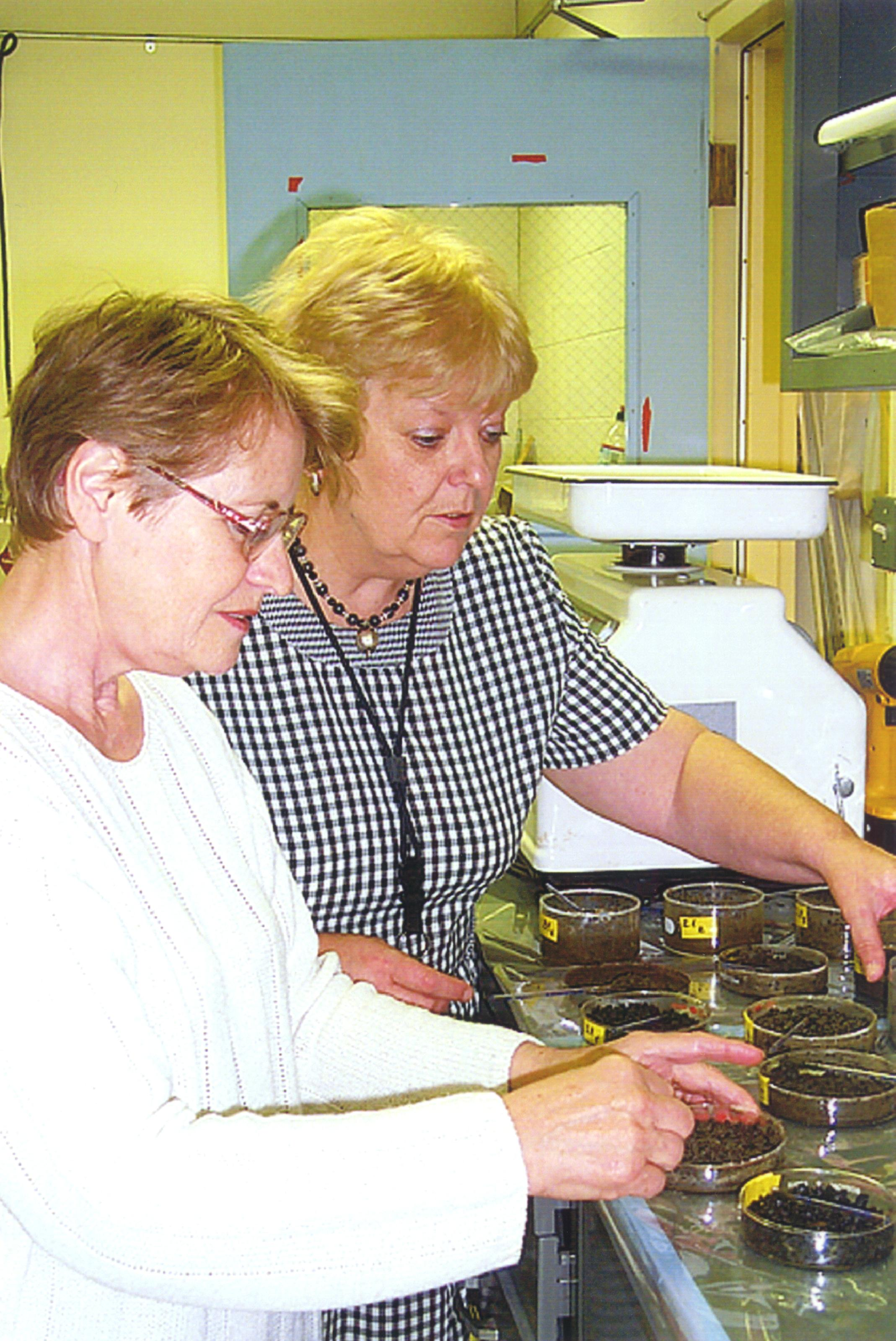
两位科学家正在準備混有石油的土壤樣本，以测试微生物清理受污染土壤的能力。

微生物修復技術可用於去除土壤中的污染物和致汙物。微生物在許多生物地球化學循環中起著關鍵作用，可以影響各種土壤特性，例如礦物質和金屬物種的生物轉化、毒性、流動性、礦物沉澱和溶解。微生物在土壤中固定各種元素和進行解毒，例如金屬、放射性同位素、硫和磷等。共有十三種優先污染物，包括Sb、As、Be、Cd、Cr、Cu、Pb、Ni、Se、Ag、Tl、Zn、Hg。土壤和沉積物可作爲來自天然，如岩石和礦物，或是人爲源頭，如農業、工業、礦業、廢物處理等的金屬污染物的匯。
许多重金属，例如铬（Cr），在低浓度下是土壤中必需的微量营养素，但在高浓度下肯會有毒性。重金属通过許多人爲來源，例如工业和肥料等添加到土壤中。重金属与微生物的相互作用可能會增加或减少其毒性。铬的毒性、流动性和生物利用度取决于其氧化态。最常见的兩種铬物種是Cr(III)和Cr(VI)。Cr(VI)有高流动性、生物利用度，对动植物更具毒性，而Cr(III) 毒性較低，流動性較低，在pH大於6的土壤中容易沉淀。利用微生物促进Cr(VI)向Cr(III)转化是一种环境友好、低成本的生物修复技术，有助减轻环境中毒性。

### 酸性矿山排水
地球微生物学的另一个应用是生物浸出，即利用微生物从矿山废料中提取金属。例如，硫酸盐还原菌（SRB）产出H2S，将金属沉淀为金属硫化物。這個过程可以從矿山废料中去除重金属，这是与酸性矿山排水相关的重要环境问题之一。
生物修复技术也廣用於受污染的地表水和地下水，這些污染通常與酸性矿山排水有關。研究表明，硫酸盐还原菌等微生物产生的碳酸氢盐会增加碱度，以中和矿山排水的酸度。氢离子被消耗，同时产生碳酸氢盐，可令pH值升高（即酸度降低）。

### 碳氢化合物的微生物降解
微生物的代谢过程可以影响油氣儲層的质量。微生物可以通過存在於沉積物形成時期或在烃類生成之後在岩石柱在分散并在儲藏或源層中定殖，來影響烃類的形成。